# Glaresis lomii
Glaresis lomii is een keversoort uit de familie Glaresidae. De wetenschappelijke naam van de soort is voor het eerst geldig gepubliceerd in 1942 door G.Muller.